# アウゲイアース
アウゲイアース （古希: Αὐγείας, Augeiās, ラテン語: Augeas） は、ギリシア神話の人物である。長母音を省略してアウゲイアスとも表記する。エーリス地方の王で、ヘーラクレースの「十二の功業」のうち6番目の課題である「アウゲイアースの家畜小屋掃除」に登場することで知られる。イアーソーン率いるアルゴナウタイの1人にも数えられる。
ヘーリオスとアムピダマースの娘ナウシダメーの息子。異説では父親はポセイドーン、ポルバース、エーレイオスともいう。母親についてもイーピポエーあるいはナウピダメーともいわれる。兄弟にアクトール。息子にピューレウス、アガステネース、娘にアガメーデー、エピカステーがある。カール・ケレーニイによれば、アウゲイアースとは「輝ける男」の意である。

## 神話

### アルゴー船の冒険
アウゲイアースはアルゴナウタイの1人としてアルゴー船の冒険に参加した。アイエーテース王と、王が治めるコルキス国を見たいと思ったことが参加の動機とされる。アウゲイアースの望みは叶えられ、アルゴー船がコルキスに到着した後、テラモーンとともにイアーソーンに同行して王に面会を果たした。

### 家畜小屋掃除
アウゲイアースは足の白い黒牛300頭、赤いまだら模様の牛200頭、ヘーリオスの聖獣である銀白色の牛12頭を持っていて、その家畜小屋はいちども掃除されたことがなく、糞にまみれていたという。エウリュステウスからこれを1日で掃除するよう課題を受けたヘーラクレースは、アウゲイアースに「小屋を1日で掃除したら家畜の十分の一を譲ってくれ」と持ちかけ、アウゲイアースはそんなことは不可能だと考えてこれを受けた。この取り決めを双方が誓い合い、アウゲイアースの息子ピューレウスが証人となった。
ヘーラクレースは、小屋の土台に穴を開け、アルペイオス川とペーネイオス川の二つの川の流れを引いて本当に1日で洗い流してしまった。しかし、これがエウリュステウスからの課題だったことを知ったアウゲイアースは、家畜を分けることを拒否し、さらにそんな取り決めはそもそもなかったと言い張った。ピューレウスが父に反して二人が誓い合ったことを証言したため、アウゲイアースは怒ってヘーラクレースとピューレウスをともに追放した。
ヘーラクレースはティーリュンスに戻ったが、罪滅ぼしに報酬を望んだとしてエウリュステウスが課題の達成を認めなかったため、功業がひとつ増えることになった。

### ヘーラクレースのエーリス遠征
このことを恨んだヘーラクレースは、イリオス攻略ののち、アルカディア人の軍勢を集めてエーリスを攻撃した。アウゲイアースはこれに対して兄弟のアクトールとモリオーネーの息子で、腰から下はひとつの身体という双子の兄弟エウリュトスとクテアトス（モリオネ）を将に任じた。兄弟はポセイドーンの子ともいう。ヘーラクレースは遠征中に病を得て休戦したが、休戦の理由を知ったエウリュトスとクテアトスがこれを襲い、ヘーラクレースは退却を余儀なくされた。その際多くの兵が倒され、ヘーラクレースの異父兄弟イーピクレースもこのときの傷がもとで死んだという。
しばらくしてイストミア大祭が開かれ、これにエウリュトスとクテアトスが参加することを知ったヘーラクレースは、二人を待ち伏せして殺し、エーリスを陥落させた。アウゲイアースは息子たちとともに殺された。一説には、命だけは助けられたともいう。ヘーラクレースは追放されていたピューレウスを呼び寄せてエーリスの王とした。
さらに、ヘーラクレースはこの地にオリュンピア競技を創設し、オリュンポス十二神の祭壇とペロプスの祭壇を築いたという。